# Immunterápia

## Bevezetés
A rák immunterápia az immunrendszer használatát jelenti a rák gyógyítására. Az immunonkológia, talán valamivel szélesebb körű fogalom, de mindkét kifejezés használatos a magyar szakirodalomban.
„Az utóbbi időszakban az irányította a kutatások fókuszát e szakterület irányába, hogy melanomás betegeknél is jelentősen sikerült javítani az életkilátásokat, utóbb pedig tüdődaganatos betegeknél is sikerült hozzátenni – az előrehaladott stádiumban egyébként igen lehangoló – túlélési időhöz a betegek egy részénél. Vizsgálatok világszerte csaknem minden daganattípusnál futnak: veserákban, hólyagdaganatokban, emlőrákban, nőgyógyászati tumorokban egyaránt keresik a lehetőségét az immunterápiák alkalmazásának.”
Az immunterápiát feloszthatjuk aktív, passzív és hibrid (aktív + passzív) immunterápiára. Ezek a módszerek azt használják ki, hogy a ráksejtek gyakran hordoznak felületükön olyan molekulákat, amelyek segítségével meg lehet különböztetni őket. Immunrendszerünk is könnyen felismeri ezeket, de módosítást igényelnek, hogy ne tekintse őket közönséges, hanem ellenséges, elpusztításra váró anyagnak. Az immunterápia olyan jelzőanyagokat használ erre a célra, mint a vírusok és baktériumok. Az aktív immunterápia során utasítást lehet adni az immunrendszernek, hogy ellenségnek tekintse, és távolítsa el a megjelölt sejteket. A passzív immunterápia a limfocita és citokin monoklonális antitestek használatát jelenti.
Már számos egészségügyi hatóság engedélyezett ilyen antitest-terápiákat különféle rákbetegségek kezelésére.
Az antitestek olyan, az immunrendszer által létrehozott fehérjék, amelyek a megfelelő molekulákhoz tapadva megjelölik az adott anyagot - legyen az betegséget okozó mikroorganizmus, patogén (baktérium, vírus) vagy ráksejt – elpusztításra. A megjelölés után az adott anyag ún. 'cél'-antigénné válik. Minden antitestnek van egy, esetleg két kiválasztott fehérjére szánt speciális kiküldetése: azok amelyek a rák kezelésére szolgálnak a rák-antigénekre tapadnak. A leggyakrabban használt antitest-terápiára használt felület-receptorok kódneve: CD20, CD274, és CD279. Tapadás után ezek mérgezően hatnak a ráksejtre. A mérgező hatás neve „antitest-okozta-sejttel-közvetített-citotoxicitás”. Ez vagy aktiválja a rákos szövetet, kijelölve az immunrendszer számára, vagy egyszerűen megakadályozza a sejtszaporodást. Az eredmény az, hogy a ráksejt elpusztul. Engedélyezett antitest gyógyszerek: alemtuzumab, ipilimumab, nivolumab, ofatumumab és rituximab.
Az aktív sejtterápiákhoz tartozik az immunsejtek eltávolítása a vérből vagy a daganatból megsemmisítés céljából. Az eltávolítandó anyagban azonban további kezelésre alkalmas sejtek is vannak; ezeket elválasztásuk és további kultiválásuk után kezelésre alkalmassá tudjuk tenni. Egy másik kezelési stratégia az immunsejtek szerkezeti módosítása génsebészettel egy adott rákfajta ellen, és tenyésztés ill. feldúsítás után a kezelés szolgálatába állítása. Így járhatunk el olyan sejtekkel, amelyeket az immunrendszer már eredetileg is idegen anyag elpusztítására termelt, pl. a „limfokin-aktivált-ölősejtekkel”, angolul „lymphokine-activated killer cells”. Ezekhez hasonló a citotoxin T-sejt és a dendrit sejt, de eddig ezek közül az irodalom csak egy kezelési eljárás engedélyezését jelentette, nevezetesen az amerikai (USA) Dendreon vállalkozás által használt Provenge-kezelést prosztatarák ellen.
Két fehérje, az immunrendszert szabályozó és koordináló Interleukin-2 ill. az interferon-α citokin használható passzív rákkezelésre. Az Alfa-Interferon használatban van a hajas-sejt leukémia (angolul „hairy-cell-leukaemia”), a Kaposi-szarkóma (angolul AIDS-related Kaposi sarcoma), a follikuláris limfoma (angolul „follicular lymphoma”]), a krónikus myeloid leukémia (angolul „chronic myeloid leukaemia”) és a malignáns melanoma (angolul „malignant melanoma”) ellen. Interleukin-2-t használnak malignáns melanoma és vese-sejt karcinoma ellen.
A többszörös antitest-terápiát már számos szabályozó hatóság engedélyezte különféle rákbetegségek kezelésére.

## Fordítás
- A cikk bevezetője a Ez a szócikk részben vagy egészben  a   Cancer immunotherapy című angol Wikipédia-szócikk ezen változatának fordításán alapul.  Az eredeti cikk szerkesztőit annak laptörténete sorolja fel. Ez a jelzés csupán a megfogalmazás eredetét és a szerzői jogokat jelzi, nem szolgál a cikkben szereplő információk forrásmegjelöléseként.